# Best Friends Forever (série télévisée)
Cet article concerne la série télévisée américaine, pour les homonymes voir la page Best friends forever (homonymie)
Best Friends Forever est une série télévisée américaine en six épisodes de 22 minutes créée par Lennon Parham et Jessica St. Clair dont seulement quatre épisodes ont été diffusés entre le 4 et le 25 avril 2012 sur le réseau NBC aux États-Unis et en simultané sur CTV Two au Canada.
Cette série est inédite dans les pays francophones.

## Synopsis
Lorsque le mari de Jessica lui envoie les papiers de divorce par FedEx, elle retourne à Brooklyn vivre avec sa meilleure amie Lennon. Par contre, les choses ne sont pas comme elles étaient puisque le petit copain de Lennon, Joe, a emménagé récemment, et il doit s'ajuster.

## Distribution
- Lennon Parham (en) : Lennon White, la meilleure amie de Jessica et ancienne colocataire qui vit à New York.
- Jessica St. Clair : Jessica Black, la meilleure amie de Lennon qui ré-emménage avec Lennon et son petit copain après son récent divorce.
- Luka Jones : Joe Foley, le petit copain de Lennon.
- Stephen Schneider (en) : Rav Stark, un ancien ami de Jessica qui éprouve toujours des sentiments pour elle.
- Daija Owens : Queenetta Carpenter, la voisine de 9 ans et demi.

## Production
Le 27 avril 2012, en raison des audiences insatisfaisantes, NBC a remplacé les deux derniers épisodes prévus pour des rediffusions de Betty White's Off Their Rockers. Ces épisodes inédits sont diffusés le 1er juin 2012.
Le 11 mai 2012, la série a été officiellement annulée.

## Épisodes
1. Pilot
2. The Butt Dial
3. Put a Pin in It
4. Single and Lovin' It
5. Hey Nonny Nonny
6. Fatal Blow Out